# Jacob Beurlin

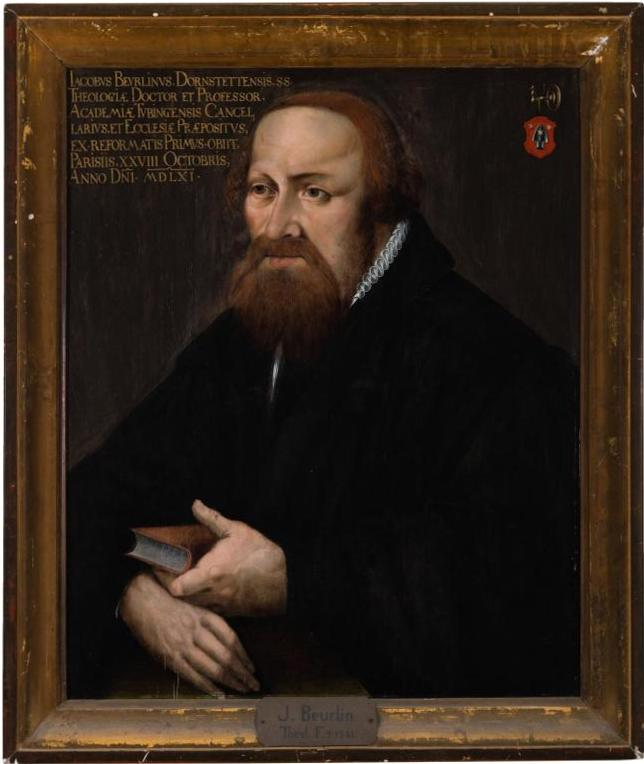
Jakob Beurlin auf einem Ölgemälde aus dem Bestand der Tübinger Professorengalerie

Jacob Beurlin (* um 1520 in Dornstetten; † 28. Oktober 1561 in Paris) war ein württembergischer evangelisch-lutherischer Theologe und Reformator.

## Leben und Wirken
Beurlin wurde als Sohn des Bürgermeisters in Dornstetten geboren, wo er im alten Glauben seine Schulbildung zunächst in seinem Heimatort und in Horb genoss. Im November 1533 immatrikulierte er sich an der Universität Tübingen. Zunächst blieb er dem alten Glauben treu und schloss 1541 eine humanistische Ausbildung mit dem akademischen Grad eines Magisters ab. 
Unter starkem Einfluss Johann Forsters, Paul Phrygios und vor allem Erhard Schnepfs wandelte er allmählich seinen Standpunkt zum evangelischen Glauben und überzeugte auch seine Eltern von demselben. 1546 heiratete er Anna, die älteste Tochter des Matthäus Alber, und übernahm zugleich die Pfarrei Derendingen. Als er 1551 den akademischen Grad eines Doktors der Theologie erwarb, wurde er zum Professor in Tübingen berufen.
1551 reiste er im Auftrag von Herzog Christoph von Württemberg nach Langensalza, um mit Joachim Camerarius die Confessio Virtembergica, die auf dem Konzil in Trient übergeben werden sollte, mit der Confessio Saxonica von Philipp Melanchthon zu vergleichen. Als theologischer Berater der württembergischen Gesandten weilte Beurlin von November 1551 bis Januar 1552 in Trient, musste aber mit Brenz u. a. März 1552 wiederum nach Trient, um die inzwischen dem Konzil übergebene Confessio Virtembergica zu verteidigen. Jedoch kehrten sie ohne Ergebnis zurück, da ihnen eine Erklärung versagt wurde. In den nächsten Jahren widmete er sich ganz seinem akademischen Amte, hielt exegetische und dogmatische Vorlesungen und betätigte sich mit Erfolg in der akademischen Verwaltung. 
1554 wurde er von Christoph von Württemberg als Vermittler im osiandrischen Streit ausersehen und nach Königsberg entsandt. Seine Vermittlungsversuche schlugen jedoch fehl. Nach anfänglichen Erfolgen blieb die Mission schließlich fruchtlos. Herzog Albrecht hätte aber den überlegenen, gelehrten Mann gern im Lande festgehalten und bot ihm ein Bt. an, das der Schwabe jedoch ausschlug, weil ihm die theologische Lage dort nicht behagte. Freilich hielt er den Streit nicht mehr für ein Wortgezänk, wie es Brenz aufgefasst wissen wollte, und entfernte sich allmählich von diesem. Daher wurde ihm in der Heimat jetzt Jacob Andreae vorgezogen, der die politischen Missionen in den folgenden Jahren übernahm. 
So war Beurlin auch auf der Synode in Stuttgart 1559 und verteidigte mit Brenz die Confessio Wirtembergica gegen die Angriffe des Dominikaners Petrus de Soto. Herzog Christoph ernannte ihn 1561 zum Propst und Kanzler der Universität Tübingen und sandte ihn mit Jakob Andreae und Balthasar Bidenbach im Oktober 1561 zum Religionsgespräch nach Poissy. Als das Gespräch in Poissy schon abgebrochen war, erlag er der Pest in Paris. 
Die Leichenrede auf Beurlin bei der akademischen Gedenkfeier in Tübingen hielt Dietrich Schnepf (1525–1586). Hans Schickhardt schuf 1564 auf Kosten der Universität Tübingen in der Stiftskirche Tübingen ein Epitaph.